# UHC Biel-Seeland
Der UHC Biel-Seeland ist ein Schweizer Unihockeyverein aus Biel. Er entstand aus der Fusion vom UHC Ipsach, Devils Scheuren und Sharks-Semer Biel.
Biel-Seeland spielte früher in der Nationalliga B. Heute spielt die Herrenmannschaft in der 2. Liga Grossfeld.

## Geschichte

### Gründung
Der Verein entstand aus der Fusion den Vereinen UHC Ipsach, damals Nationalliga B, den Devils Scheuren und den Sharks-Semer Biel. Da der UHC Ipsach für die Nationalliga B gemeldet war, konnte der neu gegründete Verein in der zweithöchsten Spielklasse antreten.
Die zweite Saison beendete der Verein aus der Ortschaft Biel auf dem letzten Rang. Über die ganze Saison 1997/98 gelang den Seeländern nur ein Sieg und ein Unentschieden. Die restlichen 16 Partien unterlag der UHC gegen Gegner, wie Floorball Köniz, UHC Flamatt-Sense und den UHC Lok Reinach. Mit drei Punkten stieg der Verein anschliessend in die 1. Liga Grossfeld ab.

### Auf- und Abstieg
Die Herren spielten anschliessend fünf Jahre in der 1. Liga Grossfeld ohne nennenswerte Erfolge. In der Saison 2001/02 gelang es den Bielern sich für die Aufstiegsspiele zu qualifizieren, welche aber gegen den UHC Einhorn Hünenberg verloren gingen.

#### Nationalliga B und 1. Liga
Die Saison 2003/04 spielte der UHC Biel-Seeland wieder in der Nationalliga B. 2004/05 hatte der Bieler Verein mühe mit den Gegner in der Nationalliga B mitzuhalten und beendete die Qualifikation auf mit acht Punkten auf dem letzten Schlussrang. Nach der Abstiegspoule war der Verein weiterhin auf dem letzten Rang und mussten in den Auf- und Abstiegsspielen gegen den UHC Grünenmatt antreten. In der Best-of-Three-Serie unterlagen die Seeländer den Berner mit 10:3 und 10:6. Der UHC Biel-Seeland steig somit wieder in die dritthöchste Schweizer Unihockeyliga ab.

#### Abstiege
Nach dem Ende der schlechten Saison 2006/07 stiegen die Bieler gar in die 2. Liga Grossfeld ab. Nach einem Tabellenplatz im Mittelfeld in der Saison 2007/08 folgte die Horrorsaison 08/09. Der UHC Biel-Seeland konnte aus 18 Partien lediglich fünf Partien gewinnen und beendete die Saison mit 12 Niederlagen auf dem letzten Schlussrang, was den Abstieg in die 3. Liga Grossfeld bedeutet.
In der dritten Liga dominierte der UHC Biel-Seeland bereits in der ersten Saison und konnte mit 16 Siegen aus 18 Partien den ersten Platz belegen. Damit gelang den Herren der direkte Wiederaufstieg in die 2. Liga. Nach erneut einer schwachen Saison in der zweiten Liga stiegen die Herren erneut in die 3. Liga ab. 2011/12 verpasst Biel-Seeland nur knapp den Aufstieg in die 2. Liga nicht. Ein Jahr später sichert sicher der Verein mit 30 Punkten den Gruppensieg und steigt wieder in die 2. Liga auf.

#### 2. Liga
In der 2. Liga gelang Biel-Seeland 2013/14 eine überzeugende Saison und durfte aufgrund eines Verzichts eines Spitzenteams an den Aufstiegsplayoffs teilnehmen. Dort scheiterten die Bieler an den Black Creek Schwarzenbach. In der folgenden Saison bestätigte Biel-Seeland die Leistungen aus der Vorsaison und musste sich in den Aufstiegsplayoffs erneut Black Creek Schwarzenbach geschlagen geben.
2015/16 wurde der Verein von Swiss Unihockey in eine andere 2. Liga Gruppe zugeteilt und konnte nicht um den Aufstieg mitspielen. Gleiches geschah in der Saison 2016/17. Die Herrenmannschaft beendete die Saison auf dem sechsten Schlussrang.